# Girolamo Scotti
Girolamo Scotti (Siena, ... – 1492) è stato un vescovo cattolico italiano.

## Biografia
Nato a Siena, venne nominato vescovo di Sovana da papa Innocenzo VIII il 9 marzo 1489, succedendo ad Andreoccio Ghinucci, che era stato trasferito alla sede di Grosseto. Resse la diocesi sovanese per circa tre anni.
Morì nel 1492, prima del mese di ottobre, quando gli succedette Aldello Piccolomini.